# Direito e literatura
O movimento direito e literatura se concentra na conexão interdisciplinar entre direito e literatura . Este campo tem origem em duas grandes questões que marcam a área do direito: primeiro, dúvida cada vez mais constante sobre se o direito é, isoladamente, uma fonte de valor e significado ou se ele deve estar conectado a um amplo contexto cultural, filosófico ou de ciências sociais que lhe conferirão valor e significado; e, segundo, o foco crescente na mutabilidade do significado em todos os textos, sejam literários ou jurídicos. Aqueles que trabalham na área enfatizam uma ou outra de duas perspectivas complementares: Direito na literatura (estudo de grandes questões jurídicas exploradas em  textos literários) e direito como literatura (estudo de textos jurídicos a partir de métodos de interpretação literária, análise, e crítica).
Este movimento tem implicações amplas no que diz respeito a métodos de ensino, área de pesquisa, e interpretações de textos jurídicos. A combinação da capacidade da literatura de fornecer uma visão única da condição humana por meio do texto, com a estrutura jurídica que regula essas experiências humanas na realidade oferecem ao judiciário uma abordagem nova e dinâmica para alcançar os objetivos de proporcionar uma sociedade justa e moral. É necessário, no pensamento prático e na discussão sobre o uso da retórica jurídica, compreender o papel do texto na definição da experiência humana.

## História do movimento nos Estados Unidos
Talvez os primeiros a imaginarem o movimento tenham sido John Wigmore e Benjamin Cardozo, que reconheceram " romancistas e poetas " como os principais professores de direito na primeira metade do século XX. A maioria dos estudiosos, entretanto, atribui a James Boyd White o título de fundador do movimento de direito e literatura em razão de suas pesquisas e publicações consistentes sobre o tema. Entre seus muitos livros e artigos literários, a publicação mais renomada de White, The Legal Imagination, costuma ser apontada como marco inicial do movimento de direito e literatura nos EUA. Este livro, publicado pela primeira vez em 1973, é uma fusão de antologia e crítica, semelhante a um manual de direito, mas com base em uma gama muito mais ampla e diversa de fontes, com notas e questões enfatizando a relação dos textos jurídicos com a análise literária.
O movimento começou a atrair atenção na década de 1970 e, na década de 1980, já havia conquistado um espaço considerável na academia. Os proponentes da teoria do direito na literatura, como Richard Weisberg e Robert Weisberg, acreditavam que as obras literárias, especialmente narrativas centradas em conflitos jurídicos, poderiam oferecer aos advogados e juízes uma visão da " natureza do direito " que, de outra forma, desapareceria no estudo tradicional da retórica jurídica.
Em seus estágios iniciais, o movimento de direito e literatura focou estritamente na teoria do direito na literatura ; entretanto, a partir do final dos anos 1970, a perspectiva do direito como literatura começou a ganhar popularidade. Esta perspectiva busca examinar e interpretar os textos jurídicos a partir de técnicas da crítica literária . Estudiosos como White e Ronald Dworkin encontraram maior relevância no direito como literatura porque, segundo esta perspectiva, o significado dos textos jurídicos, assim como o significado de qualquer outro gênero textual, só pode ser descoberto por meio da interpretação. Embora os estudiosos do direito há muito utilizem  textos literários e jurídicos no estudo do processo legal, o grau recente em que os dois gêneros aparentemente separados interagem gerou grandes debates entre os estudiosos.

## Direito na literatura
A visão do direito na literatura preocupa-se especificamente com a maneira como as situações jurídicas são apresentadas na literatura. Geralmente, esta perspectiva valorizam a visão "independente" a partir da qual os escritores literários observam o direito. De acordo com a vertente do direito na literatura, tais autores têm uma lição a ensinar a juristas e advogados sobre a condição humana e o efeito do direito sobre ela.  Estudiosos desta área tendem a citar autores como Franz Kafka, Albert Camus, Herman Melville, Fyodor Dostoiévski e Charles Dickens . As situações ficcionais apresentadas na literatura, afirmam esses estudiosos, podem dizer muito sobre as situações políticas e sociais e sobre o indivíduo que muitas vezes se encontra diante do tribunal. Por exemplo, Robert Weisberg acredita que o direito na literatura oferece possibilidades férteis. Ele sugere que, embora algumas obras literárias não possam instruir seus leitores sobre situações jurídicas, elas ainda podem educar estudantes de direito sobre a condição humana.
Richard H. Weisberg, professor da Cardozo School of Law é outro importante estudioso do direito e literatura. Seguindo o exemplo de James Boyd White, ele vê um valor intrínseco no uso da literatura como meio de discutir tópicos jurídicos. Ao contrário de White, no entanto, que valoriza a literatura por sua capacidade de estimular o pensamento crítico, Weisberg acredita que a literatura deve ser valorizada por sua capacidade de fazer alguém se relacionar com os outros e pelos contextos políticos e sociais que os romances, particularmente aqueles que tratam do direito, critiquem. Para Weisberg, isso é motivo suficiente para transpor estes textos para a arena jurídica, já que tais romances fazem  com que os alunos de direito cheguem a conclusões sobre a compreensão humana. Em seu estudo Poética, Weisberg afirma que, “A Poética em sua atenção à comunicação jurídica e à situação daqueles que são 'outros', busca revitalizar o componente ético do direito”.
O interesse de Richard Weisberg no movimento jurídico e literário pode ser visto como ligeiramente diferente do de White, que enfatiza as técnicas retóricas e as habilidades de leitura e escrita que a literatura utiliza. Weisberg prefere usar a literatura como uma forma de criticar instituições sociais e normas jurídicas. Para ele, é o tema dos romances e não suas ferramentas retóricas que os tornam importantes na formação de estudantes de direito, bem como na compreensão de assuntos jurídicos para o estudioso de direito independente.
Um exemplo de sua tentativa de validar sua posição sobre o efeito dos romances nas mentes jurídicas é aquele em que Weisberg cita um advogado francês da vida real que vivia na França durante o início da deportação de judeus franceses para campos de concentração . O advogado estava tentando atribuir o dever de determinar o judaísmo de um indivíduo, com apenas dois avós judeus,  ao Estado, então controlado pelos nazistas e seus colaboradores. Ao descrever as palavras escolhidas pelo advogado, Weisberg acredita que o "mascaramento de um crime moral" é um descendente direto do ressentimento nietzschiano, que é amplamente considerado uma perspectiva filosófica presente nos escritos de Albert Camus e Kafka - autores cujas obras são frequentemente citadas pelos autores de do movimento de direito e literatura, como o próprio Weisberg. Sua crença de que o ressentimento é um tema constante nos escritos de advogados, como no caso deste advogado francês, é vista como uma razão suficiente para que os romances jurídicos sejam apontados como valiosas fontes de compreensão da condição humana, o que os torna, portanto, úteis para o debate jurídico.

## Direito como literatura
Os estudiosos de direito e literatura, valorizam as técnicas empregadas pelos estudiosos da literatura. De modo geral, esses estudiosos podem ver o texto jurídico como uma forma de literatura, tornando possível, assim, uma crítica e análise literária do direito. Ao contrário dos autores do direito na literatura, esses autores só veem possibilidades de utilização nas ferramentas técnicas da teoria literária, e não realmente nos temas abordados nos romances, embora a maioria possa concordar que a literatura serve a um propósito que permite o desenvolvimento ético e crescimento dos alunos.
Benjamin N. Cardozo foi um defensor do direito como literatura. “O sucesso dos livros de Cardozo também se deveu em parte à sua distinção como literatura. Convencido de que o estilo não pode ser separado do conteúdo, Cardozo deu vida ao processo judicial em uma prosa lúcida e eloqüente salpicada de humor, anedotas e alusões práticas." (Enotes.com, Benjamin Nathan Cardozo 1870-1938)
Embora James Boyd White reconheça a relevância da perspectiva do direito na literatura, ele considera o direito como literatura mais sustentável devido à capacidade da posição de combinar as duas disciplinas aparentemente díspares e permitir que o texto cumpra seu papel de definir cultura e criar relacionamentos. De acordo com White, Jane Austen 's Pride and Prejudice
Ronald Dworkin também apoia os argumentos a favor do uso da literatura para melhorar o entendimento jurídico. Em seu artigo, Law as Interpretation, Dworkin afirmou: "Proponho que podemos melhorar nossa compreensão do direito, comparando a interpretação jurídica com a interpretação em outros campos do conhecimento, particularmente a literatura." Ele acredita que nossas interpretações de obras literárias podem nos ajudar a uma melhor compreensão de nosso ambiente cultural, o que por sua vez nos ajuda a chegar a uma melhor compreensão e interpretação da lei.

## Direito e literatura na Europa
O movimento Direito e Literatura na Europa é amplo e frutífero e uma série de redes na Europa são significativas para o movimento. Há, por exemplo, uma Rede Europeia de Direito e Literatura dirigida por Jeanne Gaakeer, Professora da Erasmus University Rotterdam, e Greta Olson, Professora da Justus-Liebig Universität Giessen. A influência de Gaakeer também se reflete em suas publicações, por exemplo Hope Springs Eternal: Uma Introdução ao Trabalho de James Boyd White (University of Michigan, 1998), e ela é co-editora de Crossing Borders: law, language and Literature, Wolf Legal Editores Holanda, 2008. Greta Olsen editou vários livros, incluindo 9/11 Ten Years On (2011) e Current Trends in Narratology . Berlim e Nova York: De Gruyter, 2011 e In the Grip of the Law: Trials, Prisons and the Space Between . Frankfurt: Peter Lang, 2004a. Há também uma Rede Nórdica de Direito e Literatura e duas Redes Italianas de Direito e Literatura, AIDEL e ISLL. Na Noruega: A Escola de Direito e Literatura de Bergen, dirigida pelo Professor Arild Linneberg, Faculdade de Humanidades, Departamento de Estudos Lingüísticos, Literários e Estéticos, Universidade de Bergen. O Direito e Literatura na Europa é enérgico, mas às vezes menos autopromovedor do que seu equivalente americano. O artigo de Greta Olson "De-Americanising Law and Literature Narratives: Opening Up the Story 'no jornal Law and Literature 2010 (publicado por Cardozo nos EUA) fornece um lembrete da atividade acadêmica na Europa, bem como alerta contra uma" tendência de universalização nossas narrativas acadêmicas ", em que alguns debates são específicos do cenário americano. Ela conclama os estudiosos europeus a "lembrar que as peculiaridades de nossos próprios sistemas jurídicos e histórias jurídicas precisam ser mantidas em mente quando contestamos o direito com a estética e usamos o direito para questionar o literário".
As produções pós-conferência, como a coleção da Oxford University Press, Law and Literature: Current Legal Issues Volume 2: Law e (1999), editada por Michael Freeman e Andrew Lewis, são testemunho do número de abordagens abertas por esta abordagem interdisciplinar. No Reino Unido, estudiosos notáveis incluem Maria Aristodemou, com seu Law and Literature from her to eternity, que examina uma série de textos da Grécia antiga aos romances modernos de uma perspectiva feminista e pós-moderna. Lei e estética de Adam Gearey fornece uma discussão de estética e ética relevantes para o direito e literatura contemporâneo e para o desenvolvimento d e uma filosofia do direito pós-moderna, usando uma gama de pontos de referência da literatura clássica, de Sófocles a Shelley a Nietzsche . Professor Ian Ward, Lei e Literatura: Possibilidades e Perspectivas, que considera uma gama de textos de Shakespeare, literatura infantil, Ivan Klima e Umberto Eco e, mais recentemente, Law, Text, Terror de Ward , que analisa os  fenômenos do terror e da retórica do terrorismo na literatura, na cultura popular e na política. O livro da Professora Melanie Williams, Empty Justice: One Hundred Years of Law, Literature and Philosophy explora em particular questões feministas e existenciais, bem como movimentos de gênero relacionados ao caso combinado com obras de, por exemplo, Thomas Hardy, JG Ballard, John Fowles, JM Coetzee, Virginia Woolf e Iris Murdoch, enquanto seu livro Secrets and Laws fornece uma série de ensaios sobre questões jurídicas e políticas importantes, desde ética, terrorismo e identidade até noções de obscenidade, estupro, sexo e violência, através do prisma da poesia, WH Auden e RS Thomas bem como obras de ficção dos séculos XIX e XX. A Critical Introduction to Law and Literature, de Kieran Dolin, abrange uma ampla gama de períodos históricos, da literatura renascentista à literatura vitoriana e textos modernos, explorando uma série de abordagens relativas ao crime, feminismo, raça e colonialismo, enquanto Shakespeare's Imaginary Constitution: late Elizabethan politics and the theatre of law (Hart, 2010) de Paul Raffield é um acréscimo à obra crítica disponível sobre Shakespeare e o Direito. A estudiosa italiana de direito e literatura Daniela Carpi também escreveu um livro sobre Shakespeare e o Direito, bem como um texto interessante que discute a relevância de Platão para a literatura inglesa do século XX.
Esses exemplos de produções europeias no movimento de direito e literatura não são de forma alguma representativos da vasta literatura que pode ser encontrada em artigos escritos pelos estudiosos acima mencionados, bem como por outros na área.

## Direito e literatura no Brasil

### Precursores brasileiros
Cronologicamente, José Gabriel Lemos Britto pode ser indicado como um dos primeiros juristas a escrever sobre direito e literatura no Brasil.
Infelizmente são poucas as informações biográficas a seu respeito. Dentre suas obras, é possível encontrar títulos voltados à história, economia e psicologia, sendo que direito e literatura é um tema abordado no livro O crime e os criminosos na literatura brasileira, publicado em 1946 pela editora José Olympio.
Em 1958 o jurista baiano Aloysio de Carvalho Filho irá publicar O Processo Penal de Capitu, transcrição de uma conferência realizada na Academia de Letras da Bahia, no mesmo ano. Em 1959, Aloysio irá publicar a coletânea Machado de Assis e o Problema Penal, composta de cinco ensaios, alguns precedentes, inclusive, ao Processo Penal de Capitu.
Posteriormente, no final dos anos 70, teremos as contribuições de Luis Alberto Warat, professor argentino, que fixou residência no Brasil e lecionou na Universidade Federal de Santa Catarina. Exerceu grande influência sobre o pensamento crítico jurídico, utilizando-se de ferramentas diversas como a semiótica, a literatura, a psicanálise e o cinema, dentre outros.
Embora estes autores tenham abordado possíveis relações entre direito e literatura, nenhum deles fará menção ao movimento estadunidense, de forma que suas obras permaneceram isoladas, não chegando a formar um movimento ou vertente.

### O pioneirismo de Eliane Botelho Junqueira
Em 1998, Eliane Botelho Junqueira publicou no Brasil a obra Literatura & Direito: uma outra leitura do mundo das leis. Tendo feito pós-doutorado nos EUA, neste país ela teve a oportunidade de conhecer as discussões sobre o law and literature movement, sendo sua obra a mais antiga a referenciar diretamente o movimento norte-americano na língua portuguesa:
"Diferentes análises sobre o direito vêm disputando espaço na academia norte-americana a partir da década de sessenta, quando se inicia o movimento direito e sociedade e, logo em seguida, o movimento direito e desenvolvimento. As correntes law and economics, law and Society, critical legal studies, critical race theory e feminist jurisprudence, dentre outras, sem dúvidas são conhecidos exemplos dessa efervescente produção acadêmica. Mais recentemente, o “movimento” law and literature conquistou importante espaço institucional, quer através da publicação de revistas especializadas, quer através da criação de disciplinas específicas dentro dos currículos das faculdades de direito".

### Anos 2000
Os anos 2000 assistiram a uma eclosão de publicações brasileiras sobre o assunto. Em 2000, Arnaldo Sampaio de Moraes Godoy defende na PUC-SP a dissertação Anatomia de um Desenconto: desilusão jurídica em Monteiro Lobato, publicada como livro em 2002.
Neste mesmo ano "enquanto cursava o doutorado em Direito na UFSC, Luiz Carlos Cancellier de Olivo publicou o ensaio intitulado Direito e Literatura: o ensino jurídico partir de Shakespeare, posteriormente incorporado ao livro O estudo do direito através da literatura".
Em 2004, Maritza Maffei da Silva defendeu, na Universidade do Vale dos Sinos a tese de doutorado O Mercador de Veneza de William Shakespeare: Um Encontro na Encruzilhada da Literatura, publicada em 2013 como livro homônimo, e "no mesmo ano, Vera Karam de Chueiri e Katya Kozicki, ambas professoras do da UFPR, formaram o grupo de pesquisa Teoria do Direito, Democracia e Literatura, cuja produção teórica integrou o livro Estudos em direito, política e literatura (2006), no qual foram reunidos trabalhos sobre teoria do direito, hermenêutica, justiça, política e democracia, tendo como referencial alguns teóricos do campo da literatura."
Em 2004, houve a realização da Jornada de Direito e Psicanálise organizada pelo Núcleo de Direito e Psicanálise da Universidade Federal do Paraná, “reconhecido por buscar novas alternativas para a compreensão do Direito, a partir de discussões provocadas por obras literárias que possibilitem a intersecção com os campos da psicanálise e da filosofia”.
Em 2005, foi realizada a tradução para o português da obra Contar a lei: as fontes do imaginário jurídico, de François Ost, um dos principais estudiosos europeus do tema. Ainda em 2005, surgem dois novos grupos de estudos e pesquisa específicos sobre Direito e Literatura: o Núcleo de Pesquisa Direito e Literatura, coordenado por Marcelo Campos Galuppo, na UFMG; e o Novum Organum: Temáticas entre Direito e Literatura, coordenado por Clarice Beatriz da Costa Söhngen e Alexandre Costi Pandolfo, na PUCRS.
No ano de 2006, foi incorporado um verbete sobre direito e literatura no Dicionário de filosofia do direito de Vicente de Paulo Barreto; no mesmo ano, o Instituto de Hermenêutica no Rio Grande do Sul “criou uma linha de pesquisa intitulada Direito e Literatura e, ainda, implementou o projeto interinstitucional Direito & Literatura: do fato à ficção”.. Em 2007, o Conselho Nacional de Pesquisa e Pós-Graduação em Direito (CONPEDI) lança pela primeira vez um Grupo de Trabalho intitulado Direito e Literatura
Em 2008, Arnaldo Godoy publica o livro Direito & Literatura: ensaios de síntese teórica (2008) e o artigo, espécie de resumo da obra, Direito e Literatura: os pais fundadores – John Henry Wigmore, Benjamin Nathan Cardozo e Lon Fuller (2008B). Nas duas ocasiões Godoy (2008) (2008B) resgata o movimento estadunidense apresentado dez anos antes por Junqueira (1998), dissertando sobre seus autores e propostas para o público brasileiro.

### Anos 2010 - 2020
Desde então, diversos outros marcos aconteceram: vários grupos de pesquisa foram criados, como por exemplo:
- Dasein – Núcleo de Estudos Hermenêuticos (UNISINOS);
- Phronesis: Jurisdição, Hermenêutica e Humanidades (UFSM);
- Literato - Grupo de Pesquisa em Direito e Literatura (UFSC);
- Constitucionalismo e Democracia (UFPR);
- Núcleo de Metodologia de Ensino (FGV-SP);
- Fundamentos da Justiça e dos Direitos Humanos (UCP);
- Direito e Literatura (PUC-MG);
- Núcleo de Pesquisa Direito e Literatura (UFMG);
- Hermenêutica Jurídica e Jurisdição Constitucional (FDV);
- Direito e História (UNB);
- Grupo de Estudo e Pesquisa sobre Direito Constitucional (UNICEUB);
- Laboratório Internacional de Investigação em Transjuridicidade (UFPB);
- SerTão – Núcleo Baiano de Direito e Literatura (FG);
- Anátema: direito e arte (UFSC (de 2016-2019); e
- Direito, Arte e Literatura Alves (UFS).
- KATHÁRSIS – Centro de Estudos em Direito e Literatura, vinculado ao PPGD/IMED (2011-2016).

O tema se tornou, inclusive, assunto de programa televisivo. 
Em 2013, tem-se a primeira edição do Colóquio Internacional de Direito e Literatura (CIDIL). 
Em 2014, é criada a Rede Brasileira de Direito e Literatura (RDL). 
Em 2015, é lançado o primeiro periódico nacional dedicado ao tema: Anamorphosis – Revista Internacional de Direito e Literatura.
Em 2019, a pesquisadora Amanda Muniz Oliveira defende na UFSC tese de doutorado intitulada Law and Literature e Direito e Literatura: estudo comparativo entre a produção acadêmica do movimento nos Estados Unidos e no Brasil , na qual há uma comparação do direito e literatura nos dois países.

## Contribuições significativas para o movimento

### Jack Balkin
Jack Balkin é professor de direito constitucional na Escola de Direito de Yale . Embora seu trabalho em retórica jurídica se baseie na teoria literária, ele argumenta que a melhor analogia reside nas artes cênicas, como música e teatro. Por essa razão, há pouco ou nenhum trabalho no qual Balkin analisa a relevância da literatura para o direito, mas suas utilizações de outros meios artísticos o tornam relevante para a discussão.
Em seus pontos de vista sobre a política e seus efeitos sobre os padrões legais, Balkin adere ao que é conhecido como " entrincheiramento partidário ". Essa teoria afirma que o partido que controla a Casa Branca pode colocar nos tribunais federais juízes e desembargadores que compartilham as opiniões políticas do presidente . Isso, por sua vez, afeta os juízes da Suprema Corte e, em última instância, a doutrina constitucional.

### Daniela Carpi
Daniela Carpi é Professora de Literatura Inglesa no Departamento de Línguas e Literaturas Estrangeiras da Universidade de Verona. Ela começou sua carreira na Universidade de Bolonha. Seus campos de pesquisa são: teatro do Renascimento, ficção pós-moderna, literatura e artes visuais, a influência de Platão na literatura, direito e literatura inglesas do século XX. Ela começou a trabalhar com direito e literatura na década de 1990 e introduziu o assunto na Itália. Em 2008 fundou a AIDEL Associazione Italiana di Diritto e Letteratura, que preside e que reúne um grande número de associados de todo o mundo. Em 2007 fundou a revista Pólemos, Revista de Literatura e Cultura Jurídica, agora publicada pela DeGruyter (Berlin / Boston). Junto com o professor Klaus Stierstorfer, da Universidade de Muenster, edita a série Law and Literature, também para a DeGruyter. Também edita duas séries com uma editora italiana (Ombre Corte em Verona), "Culture" e "Agon". Dirigiu vários projetos internacionais sobre "Direito e a Imagem", "Direitos Humanos", "Bioética, biodireito e literatura", "Direito e Cultura", e em particular um sobre "Direito e equidade" que foi financiado pelo Ministério italiano para Cultura MIUR. Entre suas publicações mais recentes: Daniela Carpi ed., Bioethics and Biolaw Through Literature, DeGruyter 2011; Daniela Carpi e Jeanne Gaakeer eds., Liminal Discourses. Sublime Tensions in Law and Literature, DeGruyter, 2013; Daniela Carpi ed., The Concept of Equity in Law and Literature: An Interdisciplinary Assessment, Winter, 2007; Practicing Equity, Addressing Law: Equity in Law and Literature, Winter, 2008; Por que Platão? A Influência de Platão na Literatura Inglesa do século XX, Inverno, 2005, e co-edição com Marett Leiboff: Fables of the Law. Contos de fadas em um contexto jurídico . De Gruyter 2016,

### Adam Gearey
Adam Gearey é professor de direito na Birkbeck School of Law da Universidade de Londres . Ele tem um BA (Hons-English / História) ( University of York ), MA em Estudos Socio-Legais ( University of Sheffield ), CPE / LSF ( Manchester Polytechnic ), PhD (Birkbeck College, University of London). Ele foi nomeado professor na Kent Law School em 1996, mudando-se para a School of Law em Birkbeck em 1998. Em 2001-2002, foi professor visitante na Faculdade de Direito da Makerere University, Uganda; e em 2003 um professor visitante na Universidade de Pretória . Atualmente é professor visitante do Centro de Direito e Sociedade da Universidade da Califórnia, Berkeley, e professor visitante da Universidade da Paz, Costa Rica . Sua pesquisa atual diz respeito à justiça política.
No The Times Higher Education, Gearey comentou sobre seu trabalho no romance caótico de James Joyce, Finnegans Wake , e as ideias de direito, afirmando que tentou mapear as maneiras como o relato de direito presentes na Bíblia alimentou as narrativas de Finnegans Wake. Assim como a Bíblia se apropriou do direito no Antigo Testamento judeu, o romance de Joyce, por sua vez, reescreveu as narrativas do Evangelho, para se tornar um anúncio messiânico do messias feminino e de uma nova lei do amor. Essas ideias não poderiam ter sido pensadas sem o incentivo da " teoria jurídica crítica ". . . Mas seria errado ver isso como um "movimento". É uma comunidade impossível de quem discorda tanto quanto de quem concorda. Apoiando-se em tradições de pensamento amplamente continentais, na psicanálise, no pós-marxismo e no feminismo, há um forte senso de diálogo criativo nos círculos "críticos". A revolução no pensamento jurídico ainda está por vir.

### Eric Heinze
Eric Heinze é Professor de Direito e Humanidades na Escola de Direito, Queen Mary, University of London . Em The Concept of Injustice  ele apresenta uma abordagem literária para raciocinar sobre a justiça. Ele chama esse ponto de vista de "pós-clássico", em contraste com uma tradição ocidental "clássica", que remonta à República de Platão, que supõe uma oposição estática e lógica entre os conceitos de "justiça" e "injustiça". A abordagem "pós-clássica" de Heinze reconhece a impossibilidade de teorizar a justiça e a injustiça como categorias mutuamente exclusivas.
Central para a pesquisa de Heinze é a tese de que o direito é constantemente sustentado por teorias necessárias, embora conflitantes e irreconciliáveis de sua própria legitimidade. Algumas de suas pesquisas enfocam o problema da legitimidade com referência particular aos conceitos de "imperialismo" e "nacionalismo", conceitos que ele apresenta não como fixos, mas como maleáveis e frequentemente sobrepostos. Sua abordagem examina ainda mais a linguagem como a ferramenta legal definidora, mas também infinitamente manipulada, como a instituição e a justificativa do poder político. Examinando a literatura moderna e antiga, Heinze traça o fim do que ele chama de teorias de justiça da "unidade" e seu deslocamento progressivo por teorias de "medição", que, ele argumenta, se tornaram fundamentais na modernidade ocidental.

### Allan Hutchinson
Allan Hutchinson é professor da Osgoode Hall Law School da York University e atuou como reitor associado de 1994 a 1996. Hutchinson é um teórico jurídico e dedicou muito tempo examinando o fracasso da lei. Ele também acredita que não existe um método interpretativo fundamental ou central para interpretar a lei. O ponto principal de seu trabalho é o julgamento de "um jogo engajado de justificativa retórica" que o juiz deve interpretar, como um estatuto, uma linha de precedentes ou a Décima Quarta Emenda da Constituição dos Estados Unidos . Ele tem uma perspectiva não fundacionalista que busca a verdade que forma a realidade . Hutchinson diz que o método e o meio devem mudar, então a autocriação se torna o motor e a energia da mudança social. Você pode compreender a vida vivendo e esta tarefa não pode ser completada por uma linguagem externa ou por meio da linguagem. Hutchinson argumenta que o contexto politicamente carregado e instável molda nossa compreensão das regras jurídicas. O entendimento de Hutchinson sobre a verdade confirma que o direito é política . Uma abordagem não fundacionalista do direito é compatível com uma ampla gama de resultados políticos. Um relato definitivo do legado de Hutchinson foi publicado no The Journal Jurisprudence, Vol 7, no verão de 2010.

### Ian Ward
Ian Ward é professor de direito e diretor do programa de graduação na Newcastle University Law School. Ele também faz parte do conselho editorial de Estudos em Direito e Literatura . Ward recebeu um BA da University of Keele em 1986, um Ph. D da University of Cambridge em 1989, um LLM da University of Toronto em 1990 e um MSc da University of Leicester em 2010. Ward acredita que os alunos de ambos os campos, direito e literatura, podem se beneficiar estudando retórica ao lado do direito. Sua pesquisa encontra-se na teoria jurídica e no direito público, entre outros. Ward publicou vários trabalhos que tratam do direito, da literatura e da teoria do direito.
Em sua publicação Law and Literature: Possabilities and Perspectives, Ward discute os objetivos futuros do movimento de direito e literatura enquanto explora elementos do direito em peças famosas da literatura. No capítulo 1 desta publicação, Ward descreve o direito na literatura como o processo de examinar "a possível relevância do texto literário, particularmente aqueles que se apresentam como contadores de uma história jurídica, como textos apropriados para estudo por estudiosos do direito". Ele então vê o direito como literatura como o processo de buscar "aplicar as técnicas da crítica literária aos textos jurídicos". Ele acredita que as relações entre os dois são complementares. Ele afirma que discutir o debate sobre a importância do Movimento Direito e Literatura mostra "sua força duradoura".

### Robin West
Outra defensora da integração dos estudos jurídicos com o exame sério de textos literários, Robin West frequentemente recorre a The Trial, de Kafka, para discutir o estado de direito . Como crítica da visão  econômica de Richard Posner sobre o direito, ela não descarta as implicações feitas por autores em textos jurídicos de ficção. Por exemplo, ao discutir Kafka, West afirma que:
Comentários como esses mostram a posição ideológica de West sobre o poder da literatura, bem como sua filosofia pessoal do direito . Os argumentos de West tendem a se concentrar na condição humana lida nos livros, bem como na submissão individual à autoridade, e o que ela acredita ser uma aparente contradição. Ela pede que os estudiosos interpretem, criem e critiquem os textos narrativos, a fim de ampliar sua compreensão da condição humana e do efeito do direito sobre ela e a comunidade como um todo. West acredita em uma chamada 'reconstituição política, comunitária e ética', um modo de pensar que alguém pode adotar ao ler e criticar textos, tanto fictícios quanto jurídicos. Por causa dessa dualidade, West afirma, o direito e a literatura tornam-se mais relacionados e, portanto, mais válidos na discussão ao debater as implicações de um ou de outro.
Essas opiniões fizeram com que ela fosse vista como estando no mesmo campo que James Boyd White, embora alguns argumentem que ela vai ainda mais longe, tornando-se mais uma escritora política do que uma crítica jurídica e literária. Em seu livro, Narrative, Authority and the Law, West diverge notavelmente de pensadores como Richard Weisberg e James Boyd White ao afirmar que deveria haver menos foco no debate dentro dos textos e, em vez disso, uma 'crítica verdadeiramente radical do poder'. Ela expande afirmando: "Ao nos concentrarmos no núcleo distintamente imperativo da adjudicação, em vez de seu brilho interpretativo, liberamos críticas significativas à lei".
Essas afirmações levam alguns a acreditar que seus objetivos são mais políticos do que acadêmicos por natureza. West pode ser vista não apenas como uma estudiosa do direito e da literatura, mas também como membro do movimento de estudos jurídicos críticos (CLS).

### Melanie Williams
Melanie Williams fez Direito na Universidade de Cambridge, graduando-se com um BA Hons em 1988 (MA 1991). Ela tem um PGCE e um MA em Literatura Inglesa pela University of Sussex e é Fellow da Higher Education Academy . Ela é professora de Direito na Escola de Direito da Universidade de Exeter . Anteriormente, ela foi Professora de Direito na Swansea University e, antes disso, foi Professora de Direito na University of Aberystwyth até 2003. Os interesses de pesquisa do Professor Williams incluem Estudos Interdisciplinares em Filosofia, Direito e Literatura, Direito e Cultura; abordagens ao Direito e Ética, Estudos Feministas e Socio-jurídicos. Ela é membro do conselho editorial da Law and Humanities (Hart); Jornal Internacional de Direito em Contexto (CUP); Direito, Cultura e Humanidades (Sage); Jurisprudência (Hart); Série "Law and Literature", DeGruyter, Berlin e New York.
Uma resenha do livro da professora Williams, Empty Justice in the Entertainment and Sports Law Journal [2006] diz: "O livro de Melanie Williams é em parte o que seu subtítulo declara: uma série de estudos de caso datando do final do século XIX até o final do século XX, ligando textos literários e filosóficos a questões jurídicas. É também em parte o que seu título declara: uma conclusão sobre a ideia de 'justiça vazia', usando textos literários como caminhos acessíveis para conceitos difíceis. O que nem o título nem o subtítulo declaram é que este é antes de mais nada um trabalho de teoria feminista. O objetivo de Williams tem sido mostrar (com os duvidosos particularmente em mente) "como as questões feministas são para todas as pessoas e para todos os sistemas de crenças" (p. Xxv). Williams usa seu aprendizado e a riqueza de exemplos ilustrativos entrelaçados, detalhes contextuais e contornos de debates teóricos realmente atinge seu objetivo de tornar as questões feministas centrais, até mesmo inevitáveis. E ela escreve lindamente."

### Carmelo Delgado Cintrón
Carmelo Delgado Cintrón é professor de direito na Universidade de Puerto Rico, onde leciona Direito e Literatura. Carmelo Delgado é um fundador acadêmico da Academia Porto-riquenha de Jurisprudência e Legislação, o acadêmico da Academia Porto-riquenha de História e acadêmico da Real Academia Espanhola. Ele tem uma extensa lista de publicações sobre direito e literatura e sua tese principal é sobre como a formação literária deve ser exigida de todos os juristas.

## Críticas ao direito e à literatura
Richard Posner desempenhou um papel importante no movimento jurídico e econômico . Como autor de Law and Literature: A Misundersained Relationship (agora em sua terceira edição, intitulada simplesmente Law and Literature ), Posner é altamente crítico do movimento de direito e literatura e o livro ajuda a expressar sua interpretação mais contundente da lei . O livro pode ser visto como uma reação contra os escritos de Robin West, que escreveu substancialmente contra a abordagem econômica de Posner sobre a interpretação jurídica . Um crítico poderoso dos escritos de White, Weisberg e West, Posner vê a literatura como não tendo peso no campo jurídico, embora tenha os autores em alta estima. Ele escreve: "Embora os escritores que valorizamos muitas vezes incluam direito em seus escritos, isso não quer dizer que esses escritos sejam sobre direito de uma forma interessante para um advogado".
Posner não acredita no uso do discurso literário e, em colóquios, descreveu a análise de West da literatura no debate jurídico como "particularmente excêntrica". Posner escreve que "o direito é mais um assunto do que uma técnica", e que o método jurídico é o método de escolha nos domínios jurídicos, não literários. Para expandir ainda mais, Posner acredita que as obras literárias não têm lugar no debate judicial porque nunca se pode realmente contemplar o significado original do autor, e que os romances devem ser considerados apenas em seus contextos. Ele caracteriza a descoberta de direitos na ficção como "acessória" e afirma que o assunto principal de um romance é sempre a condição humana, e não o cenário jurídico. Dessa perspectiva, o pano de fundo jurídico criado por Kafka e Albert Camus é simplesmente isso, pano de fundo, e não tem outro significado além do ambiente que eles criam.
Isso não quer dizer que Posner não pense em termos literários - longe disso. Por exemplo, ele caracteriza O Estranho, de Albert Camus, como o "crescimento da autoconsciência" por parte do herói Mersault . Posner dá peso a tais situações em níveis pessoais e apenas em níveis pessoais, ainda descarta qualquer tipo de implicações legais de tais situações como falta de " realismo ". Essas afirmações e argumentos o colocaram em nítido contraste com Richard Weisberg, que citou O Estranho inúmeras vezes, entre outros livros. Posner vê a importância da literatura nos estudos jurídicos apenas porque eles podem ajudar o advogado a crescer como indivíduo e a desenvolver o caráter, mas não vê nenhum valor neles como críticas sociais da época em que foram desenvolvidos e escritos, como os estudiosos do direito e literatura insistem. Certamente ele não vê nenhum valor nestas obras como fontes de filosofia ou reforma jurídicas .
Extremamente crítico dos notáveis estudiosos de Direito e Literatura, Posner acredita que tais mentes jurídicas levaram a literatura "muito a sério" e atribuíram-lhes um peso não comprovado na expansão do conhecimento jurídico e no debate jurisprudencial.
Richard Delgado e Jean Stefancic foram contra White e sua teoria de certos casos jurídicos famosos na história dos Estados Unidos e concordam com Posner em várias questões. A teoria deles é que o impacto real da literatura contemporânea sobre a substância da formação de opinião judicial é limitado porque os juízes distinguem os textos jurídicos. De acordo com Delgado e Stefancic, as posições morais dos juízes são determinadas por forças sociais e políticas normativas, e não pela literatura. Eles acreditam firmemente na teoria crítica da raça, que é uma escola de pensamento sociológico que enfatiza a natureza socialmente construída da raça.